# 臨湖禅院
臨湖禅院（りんこぜんいん）は、中華人民共和国江蘇省泰州市海陵区城中街道泰山公園にある仏教寺院。またの名は雲渓精舎という。

## 歴史
臨湖禅院は明代（1368年 - 1644年）に建立された。
1950年に江蘇省泰州専区烈士記念堂（泰州烈士祠）に改称され、泰州専区の各県市の革命烈士遺像・遺物・伝略に陳列いられた。2005年に泰山公園の改築・拡張時に烈士祠を移転し、岳武穆祠の修繕時に臨湖禅院の一部の建物を破壊し、現在は山門殿、大雄宝殿などが残っている。2010年6月、泰州市人民政府は臨湖禅院を泰州市文物保護単位に認定した。

## 伽藍
山門殿、大雄宝殿